# UEFA Europska liga 2011./12.
UEFA Europska liga 2011./12. bilo je treće izdanje UEFA Europske lige otkad je zamijenila bivši Kup UEFA. U finalu održanom u rumunjskoj Areni Națională u Bukureštu, Atlético Madrid pobijedio je rezultatom 3:0 ligaškog rivala Athletic Bilbao. Nakon što je isprobana u 2009./10. sezone, UEFA-ina politika s dva dodatna suca sa strane se nastavila i ove sezone u svim utakmicama.
Branitelja naslova Porta izbacio je engleski Manchester City u šesnaestini finala.

## Momčadi
U sezoni 2011./2012., ukupno je bilo 160 momčadi, u natjecanju po skupinama 48 nogometnih klubova u 12 skupina, dok je svaka skupina sadržavala po četiri momčadi. Pobjednik Europske lige 2010./11., Porto plasirao bi se izravno u natjecanje po skupinama, bez obzira na plasman u domaćoj ligi, ali se kvalificirao za Ligu prvaka.
Broj klubova po UEFA-inom rangu:
- Države ranga od 1 do 6 imaju 3 kluba
- Države ranga od 7 do 9 imaju 4 kluba
- Države ranga od 10 do 51 imaju 2 kluba (Lihtenštajn je imao samo 1 predstavnika)
- Države ranga od 52 do 53 imaju 3 kluba

## Datumi utakmica
| Dio natjecanja          | Runda                   | Ždrijeb                     | Prva utakmica                                   | Druga utakmica                                  |
| ----------------------- | ----------------------- | --------------------------- | ----------------------------------------------- | ----------------------------------------------- |
| Kvalifikacije           | Prvo pretkolo           | 20. lipnja 2011.            | 30. lipnja 2011.                                | 7. srpnja 2011.                                 |
| Kvalifikacije           | Drugo pretkolo          | 20. lipnja 2011.            | 14. srpnja 2011.                                | 21. srpnja 2011.                                |
| Kvalifikacije           | Treće pretkolo          | 15. srpnja 2011.            | 28. srpnja 2011.                                | 4. kolovoza 2011.                               |
| Razigravanje (Play-off) | Razigravanje (Play-off) | 5. kolovoza 2011.           | 18. kolovoza 2011.                              | 25. kolovoza 2011.                              |
| Natjecanje po skupinama | 1. kolo                 | 26. kolovoza 2011. (Monako) | 15. rujna 2011.                                 | 15. rujna 2011.                                 |
| Natjecanje po skupinama | 2. kolo                 | 26. kolovoza 2011. (Monako) | 29. rujna 2011.                                 | 29. rujna 2011.                                 |
| Natjecanje po skupinama | 3. kolo                 | 26. kolovoza 2011. (Monako) | 20. listopada 2011.                             | 20. listopada 2011.                             |
| Natjecanje po skupinama | 4. kolo                 | 26. kolovoza 2011. (Monako) | 3. studenog 2011.                               | 3. studenog 2011.                               |
| Natjecanje po skupinama | 5. kolo                 | 26. kolovoza 2011. (Monako) | 30. studenog – 1. prosinca 2011.                | 30. studenog – 1. prosinca 2011.                |
| Natjecanje po skupinama | 6. kolo                 | 26. kolovoza 2011. (Monako) | 14. – 15. prosinca 2011.                        | 14. – 15. prosinca 2011.                        |
| Drugi dio natjecanja    | Šesnaestina finala      | 16. prosinca 2011.          | 16. veljače 2012.                               | 23. veljače 2012.                               |
| Drugi dio natjecanja    | Osmina finala           | 16. prosinca 2011.          | 8. ožujka 2012.                                 | 15. ožujka 2012.                                |
| Drugi dio natjecanja    | Četvrtfinale            | 16. ožujka 2012.            | 29. ožujka 2012.                                | 5. travnja 2012.                                |
| Drugi dio natjecanja    | Polufinale              | 16. ožujka 2012.            | 19. travnja 2012.                               | 26. travnja 2012.                               |
| Drugi dio natjecanja    | Finale                  | 16. ožujka 2012.            | 9. svibnja 2012. (Stadionul Naţional, Bukurešt) | 9. svibnja 2012. (Stadionul Naţional, Bukurešt) |

## Kvalifikacije

### Prvo pretkolo
Ždrijeb za prvo i drugo pretkolo kvalifikacija održan je 20. lipnja 2011. u Nyonu. Prve su utakmice odigrane 30. lipnja 2011., dok su uzvrati igrani 7. srpnja 2011.
| Prva momčad           | Rez.       | Druga momčad          | 1. ut. | 2. ut.    |
| --------------------- | ---------- | --------------------- | ------ | --------- |
| ÍF Fuglafjørður       | 2:8        | KR                    | 1:3    | 1:5       |
| Daugava Daugavpils    | 1:7        | Tromsø                | 0:5    | 1:2       |
| Elfsborg              | 5:1        | Fola Esch             | 4:0    | 1:1       |
| The New Saints        | 2:1        | Cliftonville          | 1:1    | 1:0       |
| Honka                 | 2:0        | Nõmme Kalju           | 0:0    | 2:0       |
| Fulham                | 3:0        | NSÍ Runavík           | 3:0    | 0:0       |
| ÍBV                   | 1:2        | St Patrick's Athletic | 1:0    | 0:2       |
| Käerjéng 97           | 2:6        | Häcken                | 1:1    | 1:5       |
| Aalesund              | 6:1        | Neath                 | 4:1    | 2:0       |
| Renova                | 3:3 (2:3p) | Glentoran             | 2:1    | 1:2 (pr.) |
| Koper                 | 2:3        | Shakhter Karagandy    | 1:1    | 1:2       |
| Banga Gargždai        | 0:7        | Qarabağ               | 0:4    | 0:3       |
| UE Santa Coloma       | 0:5        | Paks                  | 0:1    | 0:4       |
| Narva Trans           | 1:7        | Rabotnički            | 1:4    | 0:3       |
| Rad                   | 9:1        | Tre Penne             | 6:0    | 3:1       |
| Budućnost Podgorica   | 3:4        | Flamurtari Vlorë      | 1:3    | 2:1       |
| Ferencváros           | 5:0        | Ulisses               | 3:0    | 2:0       |
| Jagiellonia Białystok | 1:2        | Irtysh Pavlodar       | 1:0    | 0:2       |
| AZAL Baku             | 2:3        | Minsk                 | 1:1    | 1:2       |
| Dinamo Tbilisi        | 5:1        | Milsami Orhei         | 2:0    | 3:1       |
| Varaždin              | 6:1        | Lusitanos             | 5:1    | 1:0       |
| Banants               | 1:2        | Metalurgist Rustavi   | 0:1    | 1:1       |
| Birkirkara            | 1:2        | Vllaznia Shkodër      | 0:1    | 1:1       |
| Široki Brijeg         | 0:3        | Olimpija Ljubljana    | 0:0    | 0:3       |
| Spartak Trnava        | 4:2        | Zeta                  | 3:0    | 1:2       |

### Drugo pretkolo
U drugo pretkolo prolazi 25 pobjednika iz prvog pretkola i 55 sljedećih momčadi:
| - Petoplasirani u Ukrajinskoj Premier Ligi 2010./11. - Petoplasirani u Ligi I 2010./11. - Petoplasirani u Portugalskoj Superligi 2010./11. - Četvrtplasirani u Eredivisie 2010./11. - Četvrtplasirani u Süper Ligi 2010./11. - Četvrtplasirani Grčkoj Super Ligi 2010./11. - Četvrtplasirani u Belgijskoj Prvoj diviziji 2010./11. - Četvrtplasirani u Švicarskoj SuperLigi 2010./11. - Četvrtplasirani u Danskoj SuperLigi 2010./11. - Trećeplasirani u Škotskoj Premier ligi 2010./11. - Trećeplasirani u A PFG-u 2010./11. - Trećeplasirani u Gambrinus lige 2010./11. - Drugoplasirani u Norveškoj Premier Ligi 2010. - Drugoplasirani u Austrijskoj Bundesligi 2010./11. - Trećeplasirani u Austrijskoj Bundesligi 2010./11. - Drugoplasirani u Srpskoj SuperLigi 2010./11. - Drugoplasirani u Ligat ha'Al-u 2010./11. - Trećeplasirani u Ligat ha'Ala 2010./11. - Drugoplasirani u Ciparskoj Prvoj diviziji 2010./11. - Trećeplasirani u Ciparskoj Prvoj diviziji 2010./11. - Drugoplasirani u Allsvenskanu 2010. - Drugoplasirani u Slovačkoj SuperLigi 2010./11. - Drugoplasirani u Ekstraklase 2010./11. - Drugoplasirani u Prvoj HNL 2010./11. - Pobjednik Finskog kupa 2010. - Drugoplasirani u Veikkausliigi 2010. | - Pobjednik Litvanskog kupa 2010./11. - Trećeplasirani u A Lygi 2010. - Pobjednik Irskog kupa 2010. - Drugoplasirani u FAI Prvoj diviziji 2010. - Pobjednik Bjeloruskog kupa 2010./11. - Drugoplasirani u Bjeloruskoj Premier ligi 2010./11. - Pobjednik Kupa BiH 2010./11. - Drugoplasirani u Premijer ligi BiH 2010./11. - Pobjednik Latvijkog kupa 2010. - Pobjednik Mađarskog kupa 2010./11. - Pobjednik Islandskog kupa 2010. - Pobjednik Modavskog kupa 2010./11. - Pobjednik Slovenskog kupa 2010./11. - Pobjednik Gruzijskog kupa 2010./11. - Pobjednik Lihtenštajnskog kupa 2010./11. - Pobjednik Makedonskog kupa 2010./11. - Pobjednik Azerbejdžanskog kupa 2010./11. - Pobjednik Estonskog kupa 2010./11. - Pobjednik Kupa e shqipërisë 2010./11. - Pobjednik Kazahstanskog kupa 2010./11. - Pobjednik Armenskog kupa 2010./11. - Pobjednik Velškog kupa 2010./11. - Pobjednik Irskog kupa 2010./11. - Pobjednik Farskog kupa 2010./11. - Pobjednik Luksemburškog kupa 2010./11. - Pobjednik Crnogorskog kupa 2010./11. - Pobjednik Copa Constitucióa 2010. |

### Treće pretkolo
U treće pretkolo prolazi 40 pobjednika iz drugog pretkola i 30 sljedećih momčadi:
| - Pobjednik Engleskog Liga kupa 2010./11. - Šestoplasirani u La Ligi 2010./11. - Šestoplasirani u Serie A 2010./11. - Petoplasirani u Bundesligi 2010./11. - Pobjednik Coupe de la Liguea 2010./11. - Petoplasirani u Ruskoj Premier ligi 2010./11. - Četvrtplasirani u Ukrajinskoj Premier Ligi 2010./11. - Četvrtplasirani u Ligi I 2010./11. - Četvrtplasirani u Portugalskoj Superligi 2010./11. - Trećeplasirani u Eredivisie 2010./11. - Trećeplasirani u Süper Ligi 2010./11. - Trećeplasirani u Grčkoj Super Ligi 2010./11. - Drugoplasirani u Švicarskoj Super Ligi 2010./11. - Trećeplasirani u Belgijske Prvoj diviziji 2010./11. - Trećeplasirani u Danskoj SuperLigi 2010./11. | - Pobjednik Škotskog kupa 2010./11. - Drugoplasirani u Škotskoj Premier Ligi 2010./11. - Pobjednik Bugarskog kupa 2010./11. - Drugoplasirani u A PFG-u 2010./11. - Trećeplasirani u Gambrinus ligi 2010./11. - Pobjednik Češkog kupa 2010./11. - Pobjednik Norveškog kupa 2010./11. - Pobjednik Austrijskog kupa 2010./11. - Pobjednik Srpskog kupa 2010./11. - Pobjednik Izraelskog kupa 2010./11. - Pobjednik Ciparskog kupa 2010./11. - Pobjednik Svenska Cupena 2010. - Pobjednik Slovačkog kupa 2010./11. - Pobjednik Poljskog kupa 2010./11. - Pobjednik Hrvatskog kupa 2010./11. |

## Razigravanje
Sljedeće 24 ulaze u razigravanje (eng.: play-off). Također, u ovu rundu ulazi 35 pobjednika trećeg pretkola i 15 15 poraženih iz trećeg pretkola kvalifikacija za UEFA Ligu prvaka 2010./11. (10 prvaka i 5 ne-prvaka)
| - Pobjednik FA kupa 2010./11. - Petoplasirani u FA Premier Ligi 2010./11. - Pobjednik Copa del Reya 2010./11. - Petoplasirani u La Ligi 2010./11. - Pobjednik Coppa Italije 2010./11. - Petotplasirani u Serie A 2010./11. - Pobjednik DFB-Pokala 2010./11. - Četvrtplasirani u Bundesligi 2010./11. - Pobjednik Coupe de Francea 2010./11. - Četvrtplasirani u Ligue 1 2010./11. - Pobjednik Ruskog kupa 2010./11. - Četvrtplasirani u Ruskoj Premier ligi 2010./11. | - Pobjednik Ukrajinskog kupa 2010./11. - Trećeplasirani u Ukrajinskoj Premier Ligi 2010./11. - Pobjednik Cupa României 2010./11. - Trećeplasirani u Ligi I 2010./11. - Pobjednik Portugalskog kupa 2010./11. - Trećeplasirani u Portugalskoj Superligi 2010./11. - Pobjednik KNVB kupa 2010./11. - Pobjednik Turskog kupa 2010./11. - Pobjednik Belgijskog kupa 2010./11. - Pobjednik Danskog kupa 2010./11. - Pobjednik Grčkog kupa 2010./11. - Pobjednik Švicarskog kupa 2010./11. |

## Natjecanje po skupinama
Sljedeće momčadi nastupile su u natjecanju po skupinama:
- Branitelj prvaka
- 10 poraženih iz playoff natjecanja za Ligu prvaka 2011./12.
- 37 pobjednika playoff natjecanja

Natjecanje po skupinama sastojalo se od 12 skupina po 4 momčadi.

## Drugi dio natjecanja
Sljedeće momčadi nastupile su u drugom djelu natjecanja:
- 12 pobjednika iz natjecanja po skupinama
- 12 drugoplasiranih iz natjecanja po skupinama
- 8 trećeplasiranih iz natjecanja po skupinama Lige prvaka 2011./12.

### Finale
Završnica se održala na rumunjskom Stadionul Naţionalu u Bukureštu.